# Макском
„Макском“ е производствена компания в Пловдив, сред най-големите производители на велосипеди в Източна Европа.

## История
„Макском“ ЕООД е създадена през 1996 г. с основен предмет на дейност внос и търговия на едро с велосипеди. През 1996 г. фирмата започва реализацията на собствено производство велосипеди. От 2001 г. производствения капацитет на компанията бързо започва да се усвоява от 20 000 до 200 000 велосипеда годишно, в края на 2006 г. През 2007 г. Макском ЕООД се премества в чисто нова производствено административна база в индустриалната част на гр. Пловдив. Три години по-късно, през 2010 г. сградата е удостоена с почетния приз „Производствена сграда на годината 2010“. През същата година компанията става част от групата Макс Европа. Към настоящия момент годишния капацитет продължава да нараства и надхвърля 400 000 велосипеда годишно.

## Производство
Макском ЕООД произвежда богата гама велосипеди от различни категории, които могат да бъдат адаптирани към индивидуалните изисквания на големи клиенти (private labels). Произведените велосипеди са качествени и безопасни продукти, които могат да задоволят широк диапазон от изисквания на различни клиента.
Продукти
Асортиментът на фирмата обхваща следните групи продукти:
- планински велосипеди
- велосипеди с предно и задно окачване
- шосейни велосипеди
- трекинг on road / off road
- градски велосипеди
- детски велосипеди
- BMX и Dirt jump
- Fixed
- сгъваеми велосипеди

Марки
- SPRINT
- INTERBIKE
- SPR
- VELOTEC
- BIKESPORT
- BACHINI